# Слава Метревели
Слава Метревели (на грузински: სლავა კალისტრატეს ძე მეტრეველი; на руски: Слава Метревели) е съветски футболист и треньор. Почетен майстор на спорта на СССР (1960 г.). Почетен треньор на Грузинска ССР (1976 г.).

## Кариера
Метревели е юноша на Труд Горки. През кариерата си играе за Спартак Сочи, Торпедо Горки, Торпедо Москва и Динамо Тбилиси. За националния отбор на СССР има 48 мача и 11 гола. Първият му мач е на 28 ноември 1958 г. срещу Унгария, а последния на 6 май 1970 г. с България.
След края на кариерата си работи като треньор в Динамо Тбилиси и Дила Гори. В Сочи, в чест на Метревели, централният стадион носи неговото име и е поставена възпоменателна плоча. През декември 2014 г. в Сочи, Съюзът на грузинците в Русия открива паметник на Метревели.

## Отличия

### Отборни
Торпедо Москва
- Съветска Висша лига: 1960
- Купа на СССР по футбол: 1960

Динамо Тбилиси
- Съветска Висша лига: 1964

### Международни
СССР
- Европейско първенство по футбол: 1960